# Ettore Pinelli

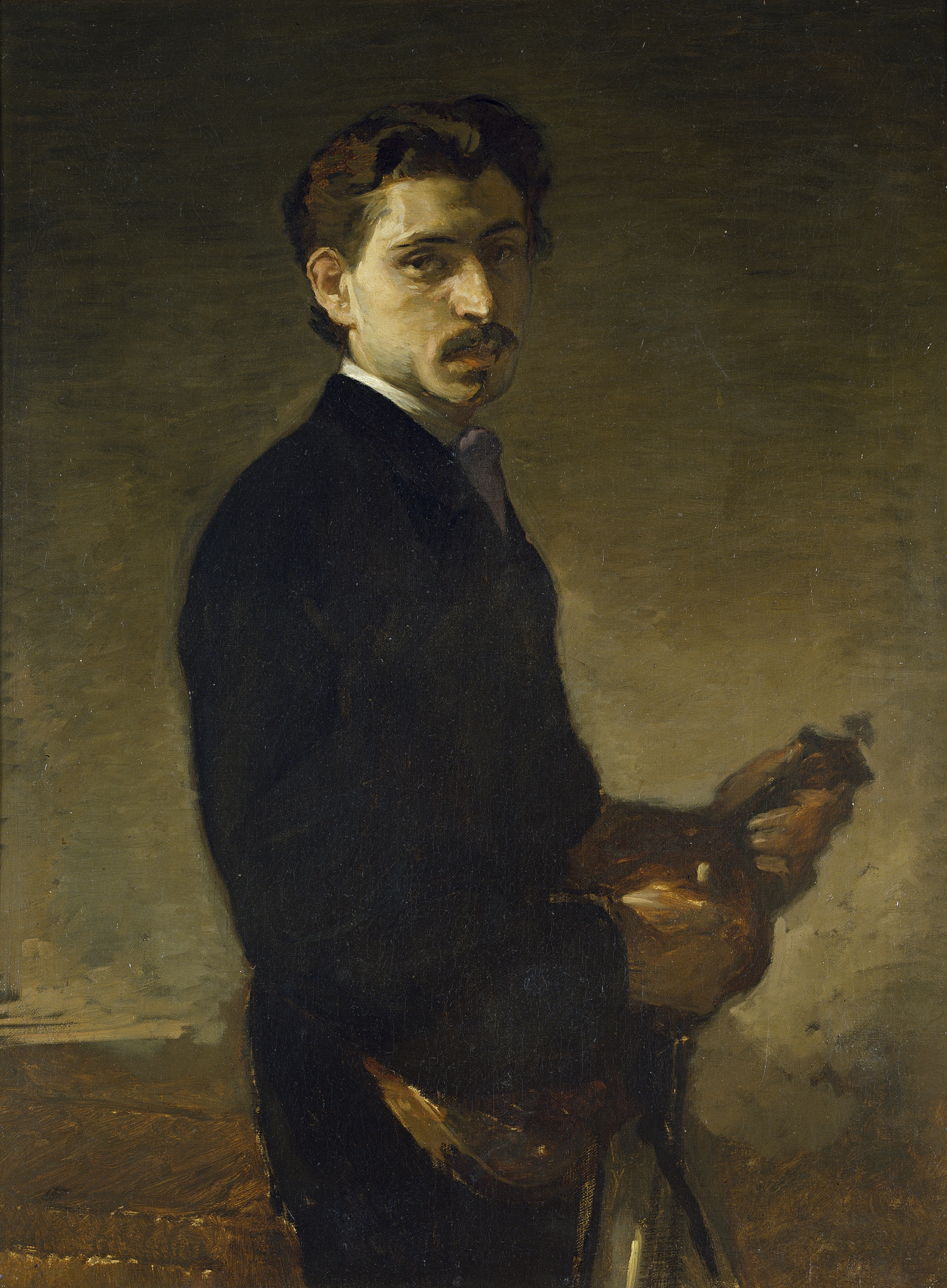
Ettore Pinelli.

Ettore Pinelli (* 18. Oktober 1843 in Rom; † 17. September 1915 ebenda) war ein italienischer Violinist und Dirigent.

## Leben
Pinelli studierte ab 1864 bei Joseph Joachim in Hannover das Violinspiel. 1867 gründete er zusammen mit Giovanni Sgambati, Tullio Ramacciotti und Ferdinando Forino die Società Romana del Quartetto, eine nach Mailänder Vorbild entstandene Kammermusikvereinigung, und 1874 die Società orchestrale romana, die er ein Vierteljahrhundert leitete. 1877 wurde er Professor an der Accademia Nazionale di Santa Cecilia.
Pinelli war auch als Herausgeber tätig.

## Werke
Pinelli hinterließ eine Sinfonie, ein Streichquartett, eine italienische Rhapsodie und verschiedene Lieder. 